# Niklas Larsson (fotograf)
Niklas Larsson, född 1978, är en svensk fotograf.
Niklas Larsson har gått medieprogrammet med fotoinriktning på Hedbergska skolan i Sundsvall och började som fotograf på Sundsvalls Tidning 1997. Han har därefter arbetat som nyhets- och sportfotograf på dagstidningar och bildbyråer samt som frilans i USA, Schweiz och i Sverige. Han bor i Stockholm.
Han fick år 2009 Scanpix stora fotopris för det treåriga bildreportaget Mikael Unlimited om Mikael Andersson i Göteborg med jurymotiveringen "för att sitt sätt med värme, kraft och framåtblickande berätta om Mikael Anderssons liv som ger perspektiv på vårt eget liv... och har under tre år tagit bild på bild likt byggstenar, som han fogat samman till en bildessä utan sprickor i murverket. Han har avstått från utsmyckningar eller fotografiska manér, verkligheten är starkare än dikten."
Reportaget "Mikael Unlimited" belönades också med 2:a pris i NPPA Best Of Photojournalism 2010 i klassen Best Published Picture Story, large markets, och en "Award Of Excellence" i Picture Of The Year International 2010, i klassen Feature Picture Story.
2005 fick han 2:a pris i Årets Bild i klassen Nyhetsbild Sverige. 2001 fick han ett hedersomnämnande i Society For News Designs internationella tävling i klassen nyhetsbild.